# L'accaparramento del frumento
L'accaparramento del frumento (A Corner in Wheat), anche noto in italiano come L'accaparramento del grano è un film del 1909 diretto da David Wark Griffith. Prodotto dalla Biograph Company, il cortometraggio è un adattamento di due opere di Frank Norris, il romanzo The Pit e il racconto A Deal in Wheat. Fu girato dal 3 al 13 novembre principalmente negli studi della Biograph, mentre alcune scene in esterni furono girate a Jamaica, un quartiere dell'odierno Queens. Uscì nelle sale statunitensi il 13 dicembre 1909.
Nel 1994 fu scelto per essere conservato nel National Film Registry della Biblioteca del Congresso degli Stati Uniti. Il 10 dicembre 2002 fu incluso nella raccolta DVD Biograph Shorts della collana Griffith Masterworks (uscita solo nell'America del Nord).

## Trama
Il "re del frumento", uno speculatore in granaglie, ha organizzato un grande "accaparramento" acquistando di fatto il controllo del mercato mondiale del grano. Il film mostra il duplice effetto che ciò produce, sugli agricoltori che coltivano il grano senza riceverne i profitti e, contemporaneamente, sui consumatori che devono fronteggiare i prezzi inflazionati. I più duramente colpiti sono i più poveri, impossibilitati a sostenere il rialzo del prezzo del pane. Il fondo di carità per il pane non ce la fa, infatti, ad affrontare l'emergenza del rincaro dei prezzi. Molte persone soffrono la fame al punto da organizzare delle sommosse per procurarsi il pane quotidiano. Il "re del frumento", grazie ai suoi profitti, può organizzare per i suoi ospiti dei sontuosi banchetti offrendo vino e cibi a volontà. Egli conduce un gruppo dei suoi ospiti dell'alta società a visitare i silos dove viene stipato il grano. Quando gli ospiti se ne sono andati, esultando per un telegramma che lo informa di avere raggiunto il monopolio mondiale del settore, egli scivola e muore sepolto dal suo stesso grano. Dopo la scena della morte dello speculatore, si torna nuovamente sulla figura dell'agricoltore intento a seminare il prossimo raccolto.